# Quatuor à guitares du Corps populaire de l'Intérieur de la Corée
Le quatuor à guitares du Corps populaire de l'Intérieur de la Corée est un groupe de musiciens formé par Pak Kumjong, Pak Thaehyok, Jon Changmin et O Yongsu, guitaristes diplômés du conservatoire de musique et de chorégraphie de Pyongyang (Corée du Nord). Ils ont commencé leur carrière en 1995 et jouissent d'une popularité grandissante.
Appréciés par le gouvernement, ils ont été envoyés à l'étranger pour un stage. Ils s'efforcent de créer de bonnes œuvres, encourageant la population à construire un état puissant et renforçant l'identité nationale. Ils se sont produits au 14e Festival mondial de la jeunesse et des étudiants à La Havane (Cuba) en 1997 puis en Chine, en Russie, en Espagne et en Italie (2009).
Pak Kumjong a obtenu le titre d'artiste de mérite en novembre 2011.

## Œuvres
- « Avons-nous l'élan de ce temps-là ? »
- « Le foyer natal sous la neige »
- « Aujourd'hui comme ce jour-là »